# چار رانگاسری
چار رانگاسری (به لاتین: Char Rangasri) یک روستا در بنگلادش است که در استان باریسال و در ناحیه باریسال واقع شده‌است.